# 阿歷克·舍布魯克
阿歷克·舍布魯克爵士，KBE（英語：Sir Alec Shelbrooke；1976年1月10日—）是一位英格蘭政治人物，黨籍是保守黨，現任北約議會大會副主席。

## 生平
1998年畢業於畢業於布魯內爾大學。
自2010年開始，他擔任埃爾默特和羅斯韋爾選區選出的英國下議院議員。

### 谴责中国政府
2020年9月8日在工党希柏恩·麦克唐纳的协调下，与包括英国保守党外交事务委员会主席托马斯·图根达特、自由民主党领袖爱德·戴维，以及英国绿党、苏格兰民族党和威尔士党在内的130多名议员给中国驻英大使刘晓明写信，联名谴责中国政府针对新疆维吾尔穆斯林的行为。

## 外部連結
- 官方网站